# Annois
Annois – miejscowość i gmina we Francji, w regionie Hauts-de-France, w departamencie Aisne.
Według danych na styczeń 2014 roku gminę zamieszkiwało 389 osób, a gęstość zaludnienia wynosiła 65,9 osób/km².